# Чеза (Болцано)
Чеза је насеље у Италији у округу Болцано, региону Трентино-Јужни Тирол.
Према процени из 2011. у насељу је живело 5 становника. Насеље се налази на надморској висини од 1718 м.